# Janga
Dzhangui-Táu, Jangui-Táu o simplemente Janga (georgiano: ჯანღა; ruso: Джанги-Тау) es una cumbre en la parte central de la cordillera del Cáucaso Mayor. Se encuentra en la frontera de Svanetia (Georgia) y Kabardino-Balkaria (Rusia), entre la frontera de Europa y Asia. La elevación de la montaña es 5.051 m (16.572 pies) sobre el nivel del mar. Las laderas de la montaña están marcadas por glaciares. Estos son los más famosos por los volcanes inactivos que están ocultos bajo las capas del hielo.